# Siedzielniki
Siedzielniki (biał. Сядзельнікі; ros. Седельники) – wieś na Białorusi, w obwodzie grodzieńskim, w rejonie wołkowyskim, w sielsowiecie Podorosk.
Siedziba parafii prawosławnej; znajduje się tu cerkiew pw. św. Męczennicy Paraskiewy.
Obecnie zasadniczą (wiejską) część wsi Siedzielniki stanowi dawna wieś Todrosy stanowią, natomiast historyczne miejscowości majątek ziemski Siedzielniki i wieś Cerkiewne Siedzielniki leżały na północ od Todrosów i były od nich znacznie mniejsze. Obecnie wszystkie trzy wsie stanowią jedną wieś, Siedzielniki, a nazwa Todrosy wyszła z użycia.

## Historia
Dawniej majątek ziemski Siedzielniki i wieś Cerkiewne Siedzielniki. W dwudziestoleciu międzywojennym leżały one w Polsce, w województwie białostockim, w powiecie wołkowyskim, w gminie Podorosk. 16 października 1933 utworzono gromadę Todrosy w gminie Podorosk, obejmującą wieś Todrosy, osadę cerkiewną Sedelniki, folwark Sedelniki, osadę Sedelniki, wieś Hirycze i wieś Zalesiany. Po II wojnie światowej weszła w struktury ZSRR.